# Erwin Wegner
Erwin Wegner   (Szczecin, 5 d'abril de 1909 - Mosel·la, 16 de febrer de 1945) va ser un atleta alemany, especialista en curses de tanques i el decatló, que va competir durant la dècada de 1930.
El 1932 va prendre part en els Jocs Olímpics d'Estiu de Los Angeles, on disputà dues proves del programa d'atletisme. Fou novè en el decatló i quedà eliminat en semifinals en els 110 metres tanques. Quatre anys més tard, als Jocs de Berlín tornà a quedar eliminat en semifinals dels 110 metres tanques.
En el seu palmarès destaca una medalla de plata en els 110 metres tanques del Campionat d'Europa d'atletisme de 1934. També guanyà una medalla d'or i dues de plata als International University Games, precursors de la Universiada, i quatre campionats nacionals en els 110 metres tanques.
Durant la Segona Guerra Mundial fou oficial de la Schutzstaffel i morí al camp de batalla els darrers mesos de la guerra a França

## Millors marques
- 110 metres tanques. 14.5" (1935)
- 400 metres tanques. 52.9" (1936)
- decatló. 7.179,935 punts (1932)[1][5]